# Con ustedes... Carlos Rivera en vivo
Con ustedes... Carlos Rivera en vivo es el nombre de un álbum en vivo del cantante mexicano Carlos Rivera. Fue lanzado al mercado por Sony Music el 25 de noviembre de 2014. Incluye un DVD con la presentación de Carlos en el Teatro Metropólitan de la Ciudad de México. Con este álbum Carlos Rivera celebró sus primeros 8 años de carrera.

## Lista de canciones
| Con ustedes... Car10s Rivera en vivo |                                                                     |                                                |          |  |
| N.º                                  | Título                                                              | Escritor(es)                                   | Duración |  |
| 1.                                   | «Fascinación (En Vivo)»                                             | Mario Domm                                     | 4:08     |  |
| 2.                                   | «Gracias a Ti (En Vivo)»                                            | Carlos Rivera, José Luis Roma                  | 3:47     |  |
| 3.                                   | «Cielo Azul (En Vivo) (con Kaay)»                                   | Carlos Rivera, Cecy Leos                       | 3:06     |  |
| 4.                                   | «Sólo Tú (En Vivo)»                                                 | Carlos Rivera, Jules Ramllano                  | 3:55     |  |
| 5.                                   | «No Eras para Mí (En Vivo)»                                         | Pablo Preciado                                 | 3:50     |  |
| 6.                                   | «Si Te Vas (En Vivo)»                                               | Carlos Rivera                                  | 3:45     |  |
| 7.                                   | «No Soy el Aire (En Vivo)»                                          | Miguel Luna                                    | 3:55     |  |
| 8.                                   | «El Hubiera No Existe (En Vivo)»                                    | Carlos Rivera                                  | 3:52     |  |
| 9.                                   | «Bella y Bestia (En Vivo) (con Lolita Cortés)»                      | Howard Ashman, Alan Menken                     | 3:59     |  |
| 10.                                  | «Esta Noche es para Amar "Can You Feel The Love Tonight" (En Vivo)» | Tim Rice, Elton John                           | 3:48     |  |
| 11.                                  | «Amar y Vivir (En Vivo)»                                            | Consuelo Velázquez                             | 3:16     |  |
| 12.                                  | «La Que Se Fue (En Vivo) (con Reyli)»                               | Rafa, Reyli                                    | 4:09     |  |
| 13.                                  | «La Malagueña (En Vivo)»                                            | Elpidio Ramírez, Pedro Galindo Galarza         | 4:53     |  |
| 14.                                  | «A tu vera (En Vivo) (con India Martínez)»                          | Rafael de León, Juan Solano                    | 5:40     |  |
| 15.                                  | «Escapémonos (En Vivo)»                                             | Carlos Rivera, Jules Ramllano                  | 5:08     |  |
| 16.                                  | «Borrar y Continuar (En Vivo) (con Matisse)»                        | Pablo Preciado, Alejandra Alberti              | 3:50     |  |
| 17.                                  | «Por Ti (En Vivo)»                                                  | Leonel García, Roberto Morales                 | 3:25     |  |
| 18.                                  | «Te Me Vas (En Vivo)»                                               | Jimmy Buffett                                  | 3:44     |  |
| 19.                                  | «Qué Nivel de Mujer (En Vivo)»                                      | Orlando Castro, Emilio Castillo, Stephen Kupka | 3:50     |  |

- Plataformas Digitales

| N.º | Título                                              | Escritor(es)                 | Duración |  |
| 20. | «Si Me Das la Espalda (En Vivo)»                    | Armando Ávila, Leonel García | 3:36     |  |
| 21. | «No Deben Marchitar (En Vivo) (con India Martínez)» | Raúl Bioque                  | 4:22     |  |
| 22. | «Y Tú Te Vas (En Vivo)»                             | Franco de Vita               | 4:11     |  |

## Videos
- 2014 - Cielo Azul (feat Kaay)
- 2015 - No Eras para Mí

- Datos: Q20014169